# Melitaea unifasciata
Melitaea unifasciata är en fjärilsart som beskrevs av Marcel Caruel 1944. Melitaea unifasciata ingår i släktet Melitaea och familjen praktfjärilar. Inga underarter finns listade i Catalogue of Life.